# Madisonville, Texas
Madisonville là một thành phố thuộc quận Madison, tiểu bang Texas, Hoa Kỳ. Năm 2010, dân số của xã này là 4396 người.

## Dân số
- Dân số năm 2000: 4159 người.
- Dân số năm 2010: 4396 người.